# Dark rock
Le dark rock (ou dark alternative) est un style musical regroupant les genres rock gothique, rock alternatif et heavy metal qui partagent généralement les mêmes caractéristiques musicales et les thèmes lyriques à un niveau varié, sans pour autant être considérés comme partie intégrante des mouvements gothique ou metal.

## Caractéristiques
La musique dark rock accompagne une variété de concepts et de styles musicaux, ses caractéristiques fondamentaux se basant sur les paroles moroses et romantiques centrées sur l'amour et la mort, et sur une atmosphère musicale oppressante. Le dark rock utilise davantage des éléments de goth et de rock alternatif que de heavy metal, et les compositions font usage de nuances plus axées musique électronique (en particulier les morceaux de piano synthétisé).
Dave Thompson, dans son ouvrage The Dark Reign of Gothic Rock, résume l'imprécision du dark rock comme telle : « si le dark rock, le rock goth, le rock appelez-le-comme-ça-vous-chante, peut se résumer en une seule phrase, la musique, ses créateurs et son histoire n'en ont jamais entendu parler. En vingt années de développement, et deux décennies d'avance, le seul point commun se centre sur l'individualisme de chaque musicien. »

## Origines
Le terme de « dark rock » est utilisé depuis le début des années 1980, d'abord pour décrire certains aspects négatifs du rock 'n' roll. Le journal The Mass Media: Opposing Viewpoints décrit le dark rock comme « une musique populaire qui incite à la violence est dont les messages sont à caractère clairement sexuel. » Malgré ce premier usage, Paradise Lost est souvent considéré comme le créateur du genre  au milieu des années 1990 lorsque les membres du groupe décrivent leurs chansons sous la catégorie dark rock lors d'entrevues,. À la seconde moitié des années 1990, des groupes de heavy metal comme Secret Discovery et Paradise Lost étendent leur répertoire avec des éléments sonores modernes en produisant un son plus oppressant et mélodique actuellement catégorisé de dark rock.
En Finlande à la même période, un style très similaire de dark rock est lancé par des groupes comme HIM,, qui, depuis le début des années 1990, mêle les thèmes romantiques du rock gothique aux qualités musicales du metal gothique, mieux défini dans leur EP 666 Ways to Love: Prologue publié en 1995, et dans leur premier album Greatest Lovesongs Vol. 666 publié en 1997.